# Fläckkronad barbett
Fläckkronad barbett (Capito maculicoronatus) är en fågel i familjen amerikanska barbetter inom ordningen hackspettartade fåglar.

## Utseende och läte
Fläckkronad barbett är en knubbig fågel med kraftig näbb och slående fjäderdräkt. Hanen är svart ovan, med en bred svart ansiktsmask och vitt på hjässa och strupe. Den har vidare gul anstrykning på bröstet, svarta streck på kroppssidorna och en tofs med orangeröda fjädrar som sticker ut under vingen. Honan liknar hanen men huvudet är helsvart, liksom bröstet. 

## Utbredning och systematik
Fläckkronad barbett delas in i två underarter:
- Capito maculicoronatus maculicoronatus – förekommer i västra Panama (Veraguas till i öster Panamakanalzonen)
- Capito maculicoronatus rubrilateralis – förekommer i östra Panama och nordvästra Colombia (i öster till Antioquia och i söder till Valle)

## Levnadssätt
Fläckkronad barbett hittas i låglänta skogar där den håller till i trädkronorna. Den ses vanligen i par eller smågrupper.

## Status och hot
Arten har ett stort utbredningsområde, men tros minska i antal, dock inte tillräckligt kraftigt för att den ska betraktas som hotad. Internationella naturvårdsunionen IUCN listar arten som livskraftig (LC). Beståndet uppskattas till i storleksordningen 50 000 till en halv miljon vuxna individer.